# 恋におちて (シドの曲)
「恋におちて」はシドの14枚目のシングル。2013年4月10日にKi/oon Musicから発売された。

## 概要
2013年1発目のシングル。初回盤、通常盤（初回仕様）にはシド10th Anniversaryスペシャルキャンペーン応募券#04が封入されている。

## 収録曲
1. 恋におちて
2. 絶望の旗
3. Cafe de Bossa(Live from TOUR 2012『M&W』extra in台湾)

## 初回限定盤
DVD
初回限定盤A
TOUR 2012『M&W』extra in台湾ライブ映像ver.A
初回限定盤B
TOUR 2012『M&W』extra in台湾ライブ映像ver.B

## 収録アルバム
恋におちて
- OUTSIDER
- SID ALL SINGLES BEST

絶望の旗
- Side B complete collection〜e.B 3〜